# Li Xuan (Shorttrackerin)
Li Xuan (* 21. Oktober 2000) ist eine chinesische Shorttrackerin.

## Werdegang
Li startete zu Beginn der Saison 2018/19 in Calgary erstmals im Weltcup und belegte dabei den 14. Platz über 1500 m, den 13. Rang über 1000 m und den achten Platz mit der Staffel. Es folgte in Salt Lake City der dritte Platz über 1500 m und in Almaty der dritte Rang mit der Mixed-Staffel und erreichte damit den achten Platz im Weltcup über 1500 m. Bei den Juniorenweltmeisterschaften 2019 in Montreal wurde sie Sechste mit der Staffel, Fünfte über 1000 m und Vierte über 1500 m. Im folgenden Jahr holte sie bei den Juniorenweltmeisterschaften in Bormio die Bronzemedaille über 1500 m und bei den Vier-Kontinente-Meisterschaften 2020 in Montreal die Bronzemedaille mit der Staffel.

## Persönliche Bestzeiten
- 500 m      44,349 s (aufgestellt am 1. Februar 2020 in Bormio)
- 1000 m    1:30,544 min (aufgestellt am 4. November 2018 in Calgary)
- 1500 m    2:20,913 min (aufgestellt am 7. Dezember 2018 in Almaty)